# Pascual Ortiz Rubio
Pascual Ortiz Rubio (phát âm tiếng Tây Ban Nha: [pasˈkwal orˈtis ˈruβjo], 10 tháng 3 năm 1877 - 4 tháng 11 năm 1963) là một chính trị gia Mê-hi-cô và Tổng thống Mexico từ năm 1930 đến năm 1932.
Ông sinh ra ở Morelia, Michoacán, là con của Pascual Ortiz de Ayala y Huerta và Lenor Rubio Cornelis.

## Sự nghiệp=
Ông từng làm Thống đốc Michoacán, từ năm 1917 đến năm 1918, và làm thư ký cho truyền thông, fom 1920 đến 1921.
Pascual Ortiz đứng trong cuộc bầu cử ngày 17 tháng 11 năm 1929 với tư cách là ứng cử viên của Đảng Cách mạng Quốc gia mới thành lập, tiền thân của PRI.
Ông đã chiến thắng trước José Vasconcelos, cựu bộ trưởng giáo dục, tham gia chống tham nhũng và chế độ độc tài của Calles và ứng viên của đảng chống lại bầu cử. Chênh lệch là 700.000 phiếu.
Tuy nhiên, Ortiz là một nhà lãnh đạo không hiệu quả. Người ta cho rằng ông can thiệp quá nhiều vào nhiệm kỳ tổng thống của ông bởi cựu tổng thống Plutarco Elías Calles, người mà Ortiz đã chứng minh được sự độc lập trong khi ông đang nắm quyền và vẫn bị chấn động một cách nghiêm trọng bằng một nỗ lực vào cuộc đời ngay khi bắt đầu nhiệm kỳ, ông từ chức Lên 4 tháng 9 năm 1932. Ông được Abelardo L. Rodríguez kế nhiệm.